# Rully (Saône-et-Loire)
Rully ist eine französische Gemeinde mit etwa 1.581 Einwohnern (Stand: 1. Januar 2022) im Département Saône-et-Loire in der Région Bourgogne-Franche-Comté. Die Gemeinde gehört zum Arrondissement Chalon-sur-Saône und zum Kanton Chagny. Die Bewohner werden Rullyotins und Rullyotines genannt.

## Geografie
Rully liegt etwa 13,5 Kilometer nordwestlich von Chalon-sur-Saône am Canal du Centre und an der Quelle des Thalie. Zahlreiche Weinsorten werden hier im Weinbaugebiet Bourgogne, das abgegrenzt auch unter dem Ortsnamen Rully genannt wird, angebaut. Umgeben wird Rully von den Nachbargemeinden Bouzeron im Norden, Chagny im Norden und Osten, Fontaines im Süden und Südosten, Mercurey im Süden und Südwesten, Aluze im Südwesten sowie Chassey-le-Camp im Westen und Nordwesten. Der Haltepunkt Rully liegt an der Bahnstrecke Paris–Marseille.

## Bevölkerungsentwicklung
| Jahr                       | 1962 | 1968 | 1975 | 1982 | 1990 | 1999 | 2006 | 2012 | 2020 |
| Einwohner                  | 1237 | 1523 | 1538 | 1566 | 1635 | 1463 | 1571 | 1579 | 1551 |
| Quellen: Cassini und INSEE |      |      |      |      |      |      |      |      |      |

## Sehenswürdigkeiten
- Kirche Saint-Laurent aus dem 14. Jahrhundert, Chor aus dem 18. Jahrhundert
- Kapelle Saint-Michel in Le Meix von 1863, seit 1991 als Monument historique eingeschrieben
- Schloss Rully aus dem 14. Jahrhundert, umgebaut im 16. Jahrhundert, Fassaden und Dächer des Schlossgebäudes und der Nebengebäude sind seit 1960 als Monument historique eingeschrieben
- Schloss Saint-Michel
- Reste eines Römischen Militärlagers, genannt „Champ de César“ in An Varot aus dem zweiten Jahrhundert, seit 1912 als Monument historique klassifiziert
- Ein mit Wappen verzierter Grenzstein aus dem 17. Jahrhundert in Montmorin-Croichot, seit 1922 als Monument historique klassifiziert
- Ein weiterer mit Wappen verzierter Grenzstein aus dem 17. Jahrhundert in La Queue-de-l’Etang, seit 1927 als Monument historique klassifiziert
- Friedhofskreuz in der Mitte des neuen Friedhofs, 1737 errichtet, seit 1927 als Monument historique eingeschrieben
- Chalet Agneux, erbaut in den 1860er Jahren, seit 2001 als Monument historique eingeschrieben

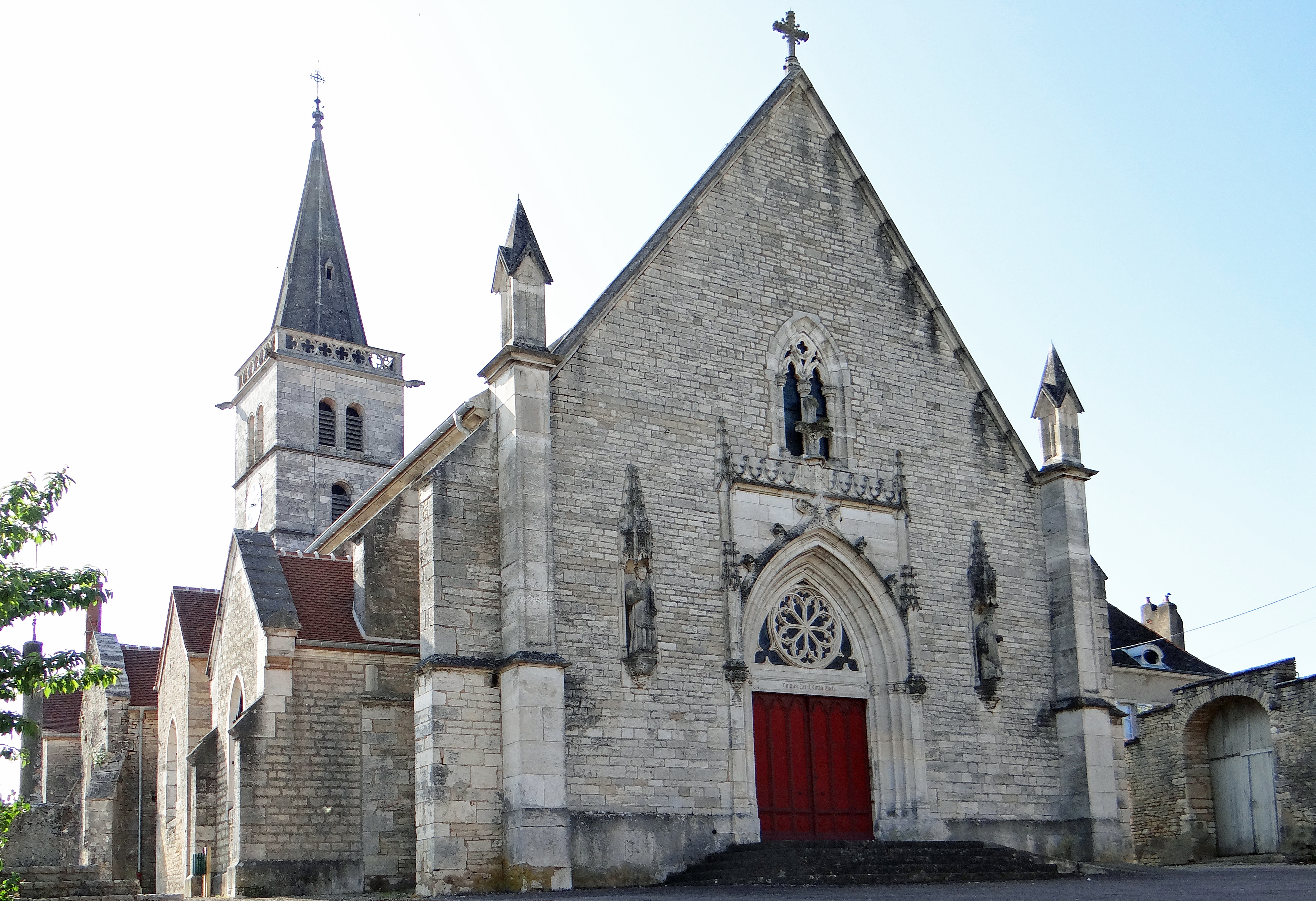
Kirche Saint-Laurent
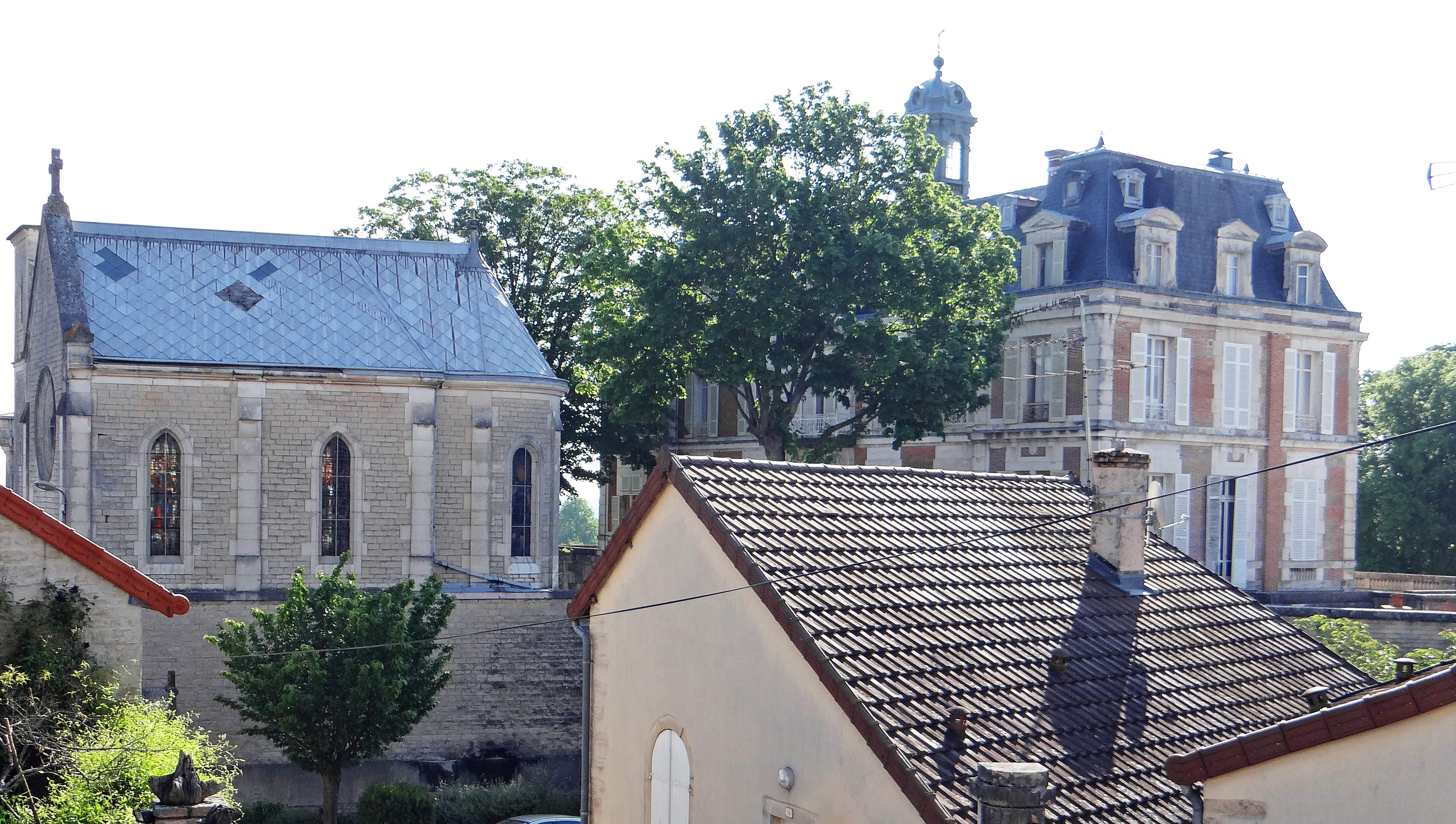
Kapelle und Schloss Saint-Michel
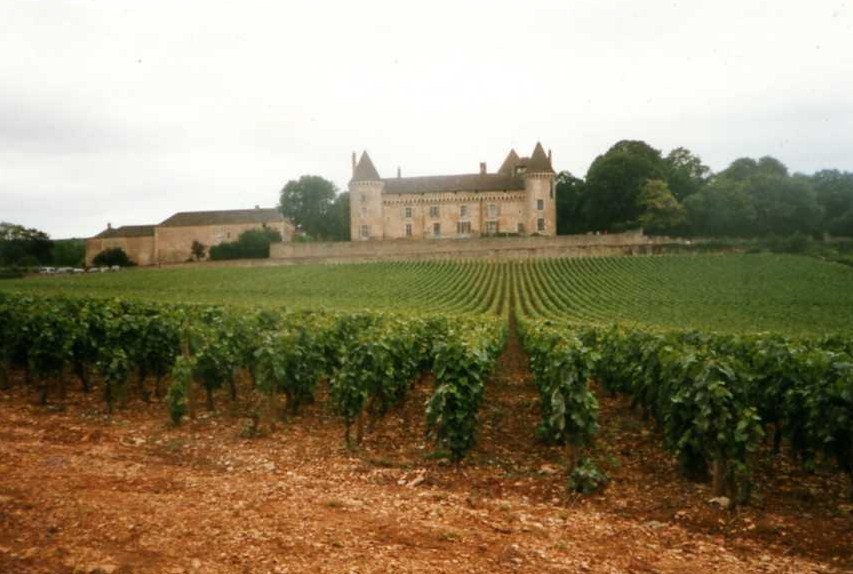
Schloss Rully
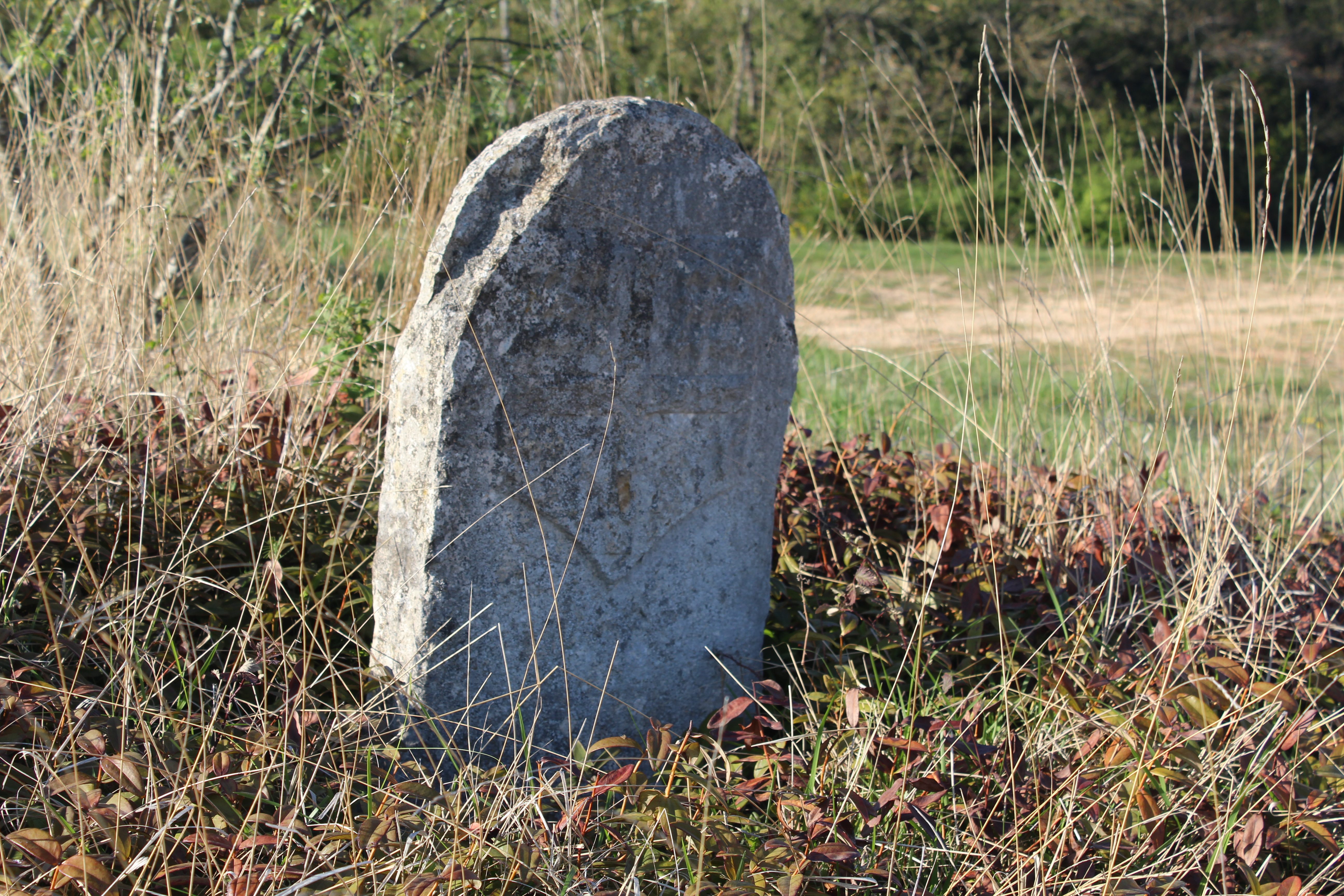
Grenzstein in Montmorin-Croichot
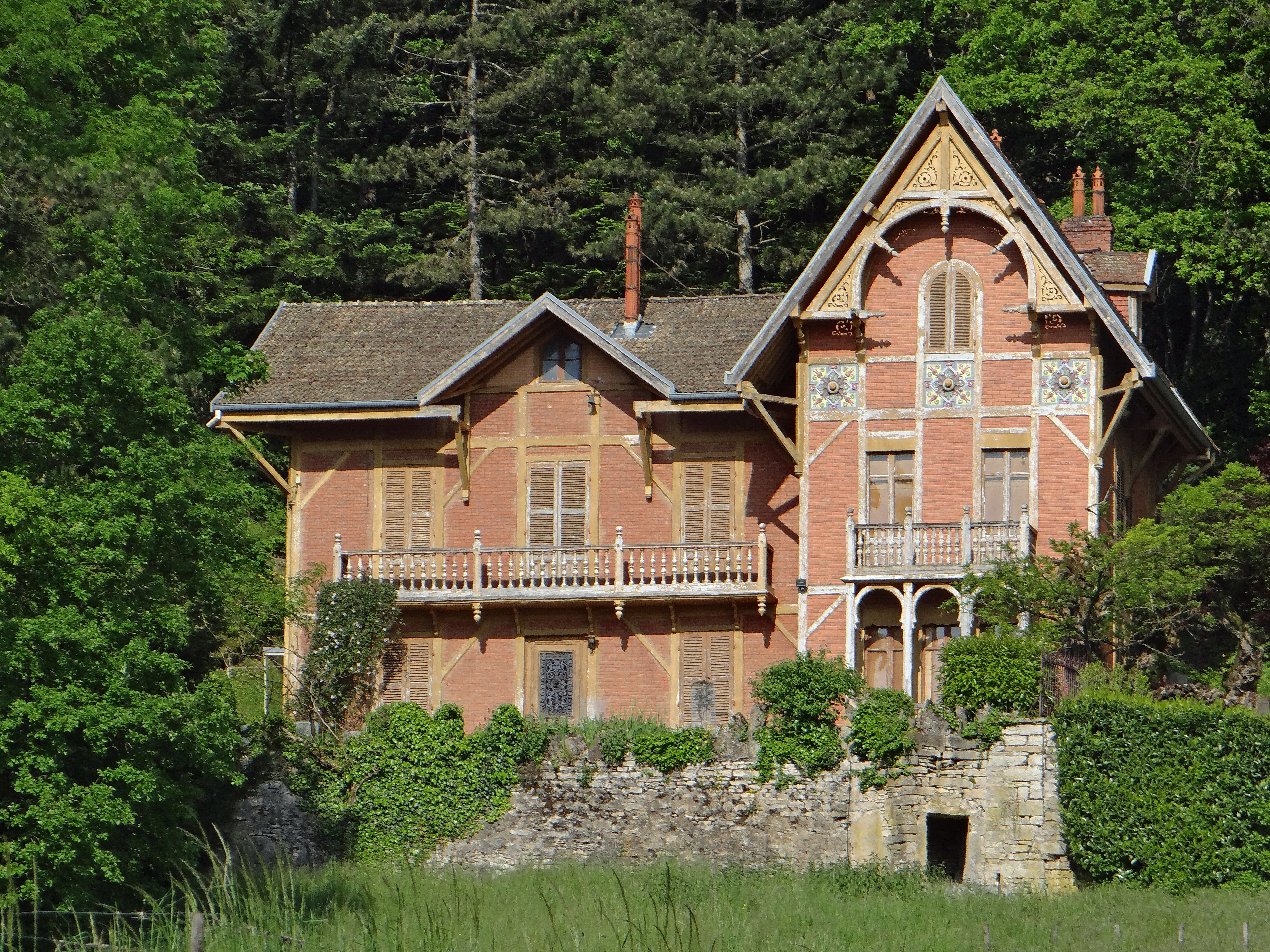
Chalet Agneux